# Snofruseneb
Snofruseneb auch Snofru-seneb ist der Name eines altägyptischen Beamten der mittleren 4. bis frühen 5. Dynastie während des Alten Reiches. Er war unter anderem Leiblicher Königssohn, Sem-Priester und Grenzbeamter von Dep. Seine aus Kalksteinblöcken errichtete Mastaba G 4240 wurde im Jahr 1913 ausgegraben. Sie befindet sich auf dem so genannten Westfriedhof, dem größten Gräberfeld auf dem Pyramidenplateau von Gizeh.